# 卡爾瓦卡良加區
卡爾瓦卡良加區（西班牙語：Distrito de Carhuacallanga），是秘魯的一個區，位於該國中部胡寧大區的萬卡約省，始建於1941年1月16日，面積13.78平方公里，海拔高度3,770米，2005年人口505，人口密度每平方公里37人。